# Dobrina (ö)
Dobrina (bulgariska: Добрина) är en ö i Bulgarien.   Den ligger i regionen Vidin, i den nordvästra delen av landet, 120 km norr om huvudstaden Sofia.
Omgivningarna runt Dobrina är en mosaik av jordbruksmark och naturlig växtlighet. Runt Dobrina är det ganska glesbefolkat, med 29 invånare per kvadratkilometer.